# الجدة دان (رواية)
الجدة دان هي إحدى روايات الروائية الأمريكية دانيال ستيل (بالإنجليزية: Granny Dan)‏ وهي من الروايات الرومانسية.

## نبذة قصيرة
تدور أحداث الرواية عن حفيدة لم تكن تعرف شيئا عن جدتها غير طيبتها وأغانيها الروسية القديمة وبعد وفاة الجدة ترث الحفيدة صندوقا يحتوي على خطابات وقصاصات تعرف منها ماضي جدتها.